# Équipe de Namibie féminine de hockey sur gazon
L'équipe de Namibie féminine de hockey sur gazon est la sélection nationale de la Namibie représentant le pays dans les compétitions internationales féminines de hockey sur gazon. 

## Palmarès

### Jeux olympiques
La Namibie n'a jamais participé à un tournoi féminin de hockey sur gazon des Jeux olympiques.

### Coupe du monde
La Namibie n'a jamais participé à la Coupe du monde.

### Coupe d'Afrique des nations
- 1990 :  2e
- 1994 :  3e
- 2005 :  3e
- 2022 : 6e

### Jeux africains
- 1995 : 4e
- 1999 : 4e
- 2003 : 6e

### Jeux du Commonwealth
- 1998 : 12e